# Robert Lowell
Robert Traill Spence Lowell IV (Boston, 1 de marzo de 1918-Nueva York, 12 de septiembre de 1977) fue un poeta estadounidense. Nació en el seno de una familia perteneciente a la alta sociedad de Boston, una "casta" denominada satíricamente brahmines de Boston, de la cual se pueden rastrear los orígenes hasta el Mayflower. Tanto el pasado como el presente de su familia fueron temas importantes en su poesía. Crecer en Boston fue también uno de los temas que dio forma a su obra, a menudo emplazada en la región de Boston y Nueva Inglaterra. La académica literaria Paula Hayes sostiene que Lowell mitificó New England, particularmente en sus primeras obras.
En palabras suyas, «[l]os poetas que más directamente influyeron en mí [...] fueron Allen Tate, Elizabeth Bishop, y William Carlos Williams. ¡Una combinación improbable! [...] pero puedes ver que Bishop es una suerte de puente entre el formalismo de Tate y el arte informal de Williams». Escribió poesía en verso y en verso libre; en ocasiones, como en Life Studies y Notebook, algunos de sus poemas caen en una clasificación intermedia entre ambas métricas.
Tras la publicación de su libro Life Studies (1959), que le hizo ganador del National Book Award de 1960 y del que se dijo que constituyó «un nuevo énfasis en la discusión intensa y desinhibida sobre los conflictos personales, familiares y psicológicos», Lowell fue considerado como una parte importante del movimiento de poesía confesional. Sin embargo, gran parte de la obra de Lowell, que a menudo mezcla lo público con lo personal, no se ajusta al modelo típico de este movimiento poético. En su lugar, Lowell trabajó numerosas formas distintivas y maneras estilísticas a lo largo de su carrera.
Fue designado como el sexto Poeta Laureado Consultor de Poesía para la Biblioteca del Congreso de Estados Unidos, en la que sirvió desde 1947 hasta 1948. Además de ganar el Premio Nacional del Libro, también obtuvo el Premio Pulitzer de Poesía en 1947 y 1974, el Premio del Círculo Nacional de Críticos de Libros en 1977, y el Premio del Instituto Nacional de Artes y Letras en 1947. Es «considerado ampliamente como uno de los más importantes poetas estadounidenses de la post-guerra». Su biógrafo Paul Mariani le llamó «el historiador-poeta de nuestra época [y] el último de los poetas públicos influyentes [de Estados Unidos]».

## Biografía

### Historia familiar

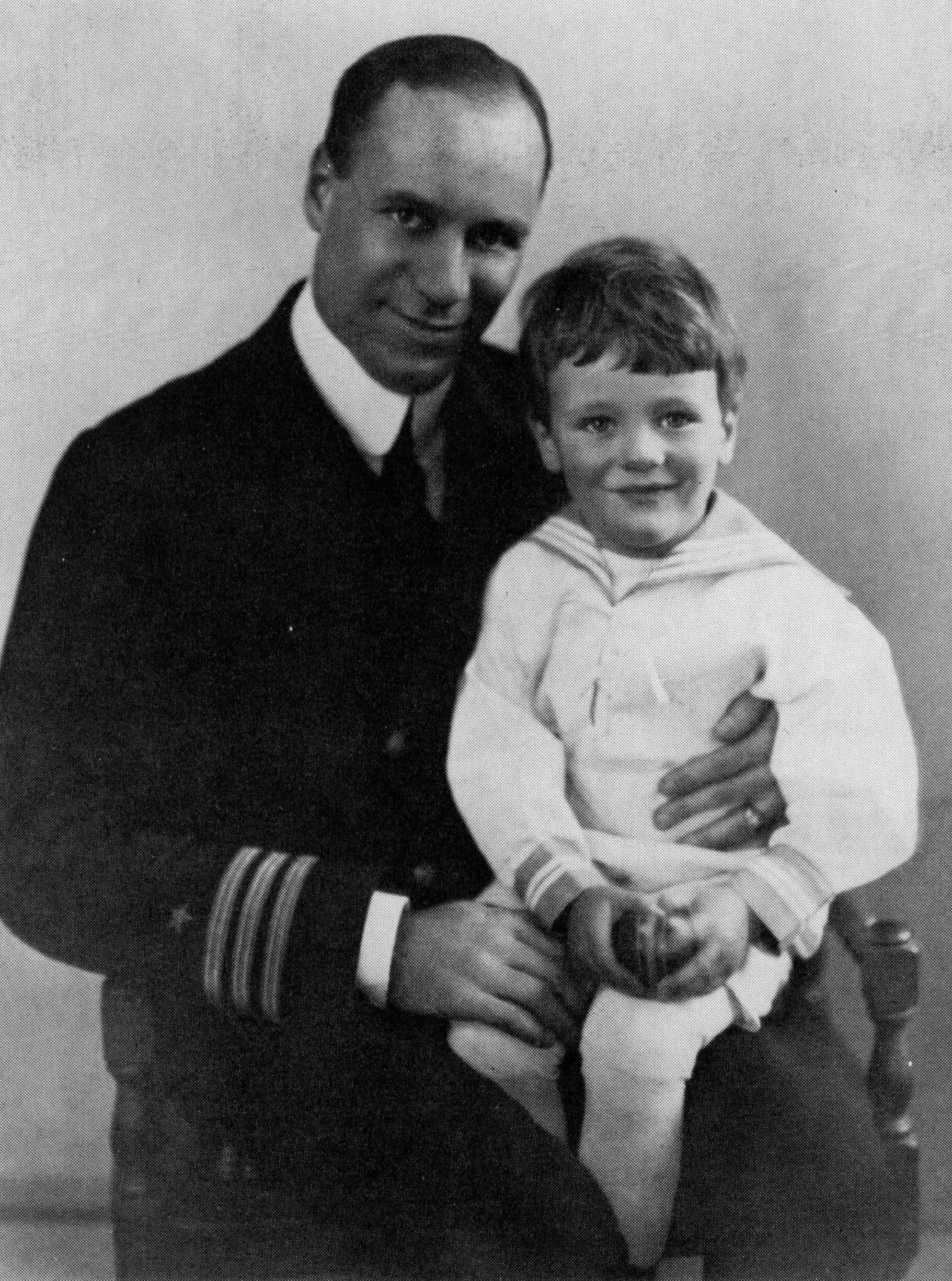
Lowell de niño con su padre, el comandante Robert Traill Spence Lowell III, c. 1920

Los padres de Lowell fueron el comandante Robert Traill Spence Lowell III y Charlotte Winslow. Nació en Boston, Massachusetts. Como familia pertenecían al Boston Brahmin, que entre sus filas tuvo a los poetas Amy Lowell y James Russell Lowell; a los clérigos Charles Russel Lowell Senior y Robert Traill Spence Lowell; al general de la Guerra Civil y héroe de guerra Charles Russell Lowell III (de quien Lowell escribió su poema "Charles Russel Lowell: 1835-1864"); y al juez federal John Lowell.
Su madre fue descendiente de William Samuel Johnson, uno de los firmantes de la Constitución de los Estados Unidos; de Jonathan Edwards, el teólogo calvinista (de quien Lowell escribió los poemas "Mr. Edwards y la Araña", "Jonathan Edwards y Massachusetts Oeste", Tras las sorpresivas Conversiones", y "El Peor Pecador"); de Anne Hutchinson, el sanador y predicador puritano; de Robert Livingston (quien a su vez fue ancestro de Lowell por el lado paterno); de Thomas Dudley, el segundo gobernador de Massachusetts; y de los pasajeros del Mayflower James Chilton y su hija Mary Chilton. Los padres de Lowell compartían una descendencia en común a partir de Philip Livingston, el segundo hijo de Robert Livingston, lo que quiere decir que fueron primos en sexto grado.
Junto con la historia familiar relacionada con el Protestantismo, Lowell también tuvo ancestros judíos notables por ambas partes de su familia, lo cual discute en Parte II ("91 Revere Street") de Life Studies. Por la parte paterna, Lowell era tátara tátara nieto del comandante Mordecai Myers (padre de Theodorus Bailey Myers, tío abuelo segundo de Lowell), soldado de la Guerra de 1812 y posteriormente alcalde en Kinderhook y Schenectady; por parte materna, fue descendiente de la familia Mordecai de Raleigh, Carolina del Norte, quienes fueron personas prominente en asuntos de estado.

### Primeros años
De joven, Lowell sintió gusto por la violencia y el maltrato de otros niños. Al escribir de sí mismo como un niño de 8 años y medio en la pieza en prosa "91 Revere Street", Lowell se describe como «gracioso, narcisista, bruto». Siendo un adolescente, sus amigos le pusieron el sobrenombre "Cal" a partir tanto del personaje Shakespereano Calibán como del emperador y tirano romano Calígula. El sobrenombre lo acompañaría el resto de su vida, haciendo el mismo Lowell una referencia sobre él en su poema "Calígula", publicado por primera vez en su libro For The Union Dead y posteriormente republicado en una versión en soneto revisada para su libro Notebook 1969-1968.

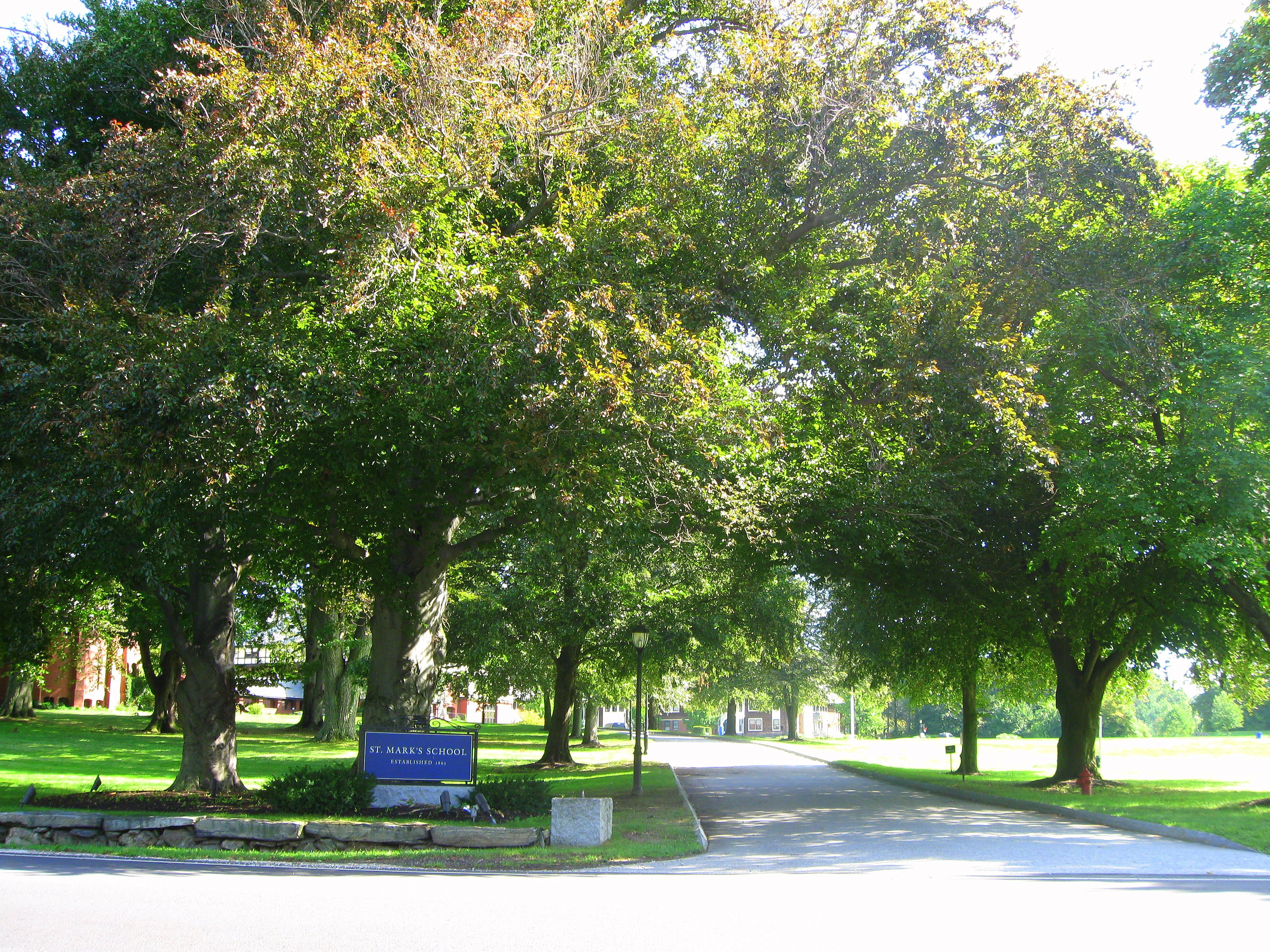
St. Mark's School, Southborough, Massachusetts

Lowell recibió su educación secundaria en el St. Mark's School, una famosa preparatoria de Southborough, Massachusetts. Ahí conoció y fue influido por el poeta Richard Eberhart, profesor del colegio. En ese periodo decidió convertirse en poeta. En el St. Mark's School trabó con Frank Parker una amistad que duraría toda la vida. Parker fue el artista que creó la portada de la mayoría de los libros de Lowell.
Asistió al Harvard College durante dos años.Siendo aún un recién llegado en Harvard, visitó a Robert Frost en Cambridge para pedirle su opinión respecto a un poema largo que había escrito sobre las Cruzadas; Frost le sugirió que trabajara su poder de síntesis. En una entrevista, Lowell recordaba: "Tenía un poema gigantesco en verso blanco sobre la Primera Cruzada y se lo llevé escrito en mi indescifrable letra manuscrita, y él leyó un poco y dijo, 'Sigue y sigue un buen rato, ¿no?' Entonces, me leyó la obertura del Hyperion de Keats, la primera versión, y pensé que todo aquello era sublime."
Al cabo de dos años en Harvard, Lowell se sentía infeliz. Su psiquiatra, Merril Moore, quien también era poeta, le sugirió que se tomara un permiso para ausentarse de Harvard para alejarse de sus padres y estudiar con el amigo de Moore, el profesor y poeta Allen Tate, que por esos días estaba viviendo en Nashville y enseñando en Vanderbit. Lowell viajó a Nashville con Moore, la que lo llevó hasta la casa de Tate. Una vez ahí, Lowell le preguntó a Tate si podía vivir con él y su esposa. Tate bromeó diciéndole que podía poner una tienda de campaña en su patio, tras lo cual Lowell fue a Sears, Roebuck, compró una tienda de campaña y la instaló en el patio de Tate, viviendo ahí durante dos meses. Lowell definió la situación como "un terrible acto de insensibilidad de juventud".
Después de pasar algún tiempo con los Tates en Nashville (y de asistir a algunas clases dictadas por John Crowe Ransom en Vanderbilt), Lowell decidió retirarse de Harvard. Cuando Tate y John Crowe Ransom se fueron de Vanderbilt al Kenyon College en Ohio, Lowell los siguió, terminando sus estudios en esa institución en la carrera de Estudios Clásicos. Se estableció con sus compañeros estudiantes Peter Taylor, Robie Macauley y Randall Jarrell en la así llamada "casa del escritor" (una residencia universitaria que recibió su apodo tras acoger a varios jóvenes y ambiciosos escritores).
En parte como forma de rebelión en contra de sus padres, Lowell se convirtió del Episcopalismo al Catolicismo; no obstante, a finales de los años cuarenta, dejaría la Iglesia Católica. Después de graduarse de Kenyon en 1940 con un título en Clásicos, se dedicó a obtener un máster en literatura inglesa en la Universidad Estatal de Luisiana. Impartió clases introductorias de inglés durante año antes de que los Estados Unidos entraran en la Segunda Guerra Mundial.

### Compromiso político
Lowell fue un objetor de conciencia durante la Segunda Guerra Mundial, cumpliendo varios meses de condena en la Prisión Estatal de Danbury, Connecticut. Explicó su decisión de no servir en la Segunda Guerra Mundial en una carta dirigida al presidente Franklin Roosevelt con fecha del 7 de septiembre de 1943. En ella escribió: «Estimado Sr. Presidente: siento mucho tener que rechazar la oportunidad que me ofreció en su comunicado del 6 de agosto de 1943 llamándome a servir a las fuerzas armadas». Explicó que tras el bombardeo de Pearl Harbor, estaba preparado para pelear en la guerra hasta que leyó los términos de rendición incondicional que, temía, conducirían a la «destrucción permanente de Alemania y Japón». Antes de que fuera transferido a la prisión de Connecticut, se le mantuvo en una prisión en la Ciudad de Nueva York de la que más tarde escribiría el poema "Memories of West Street and Lepke" en su libro Life Studies.

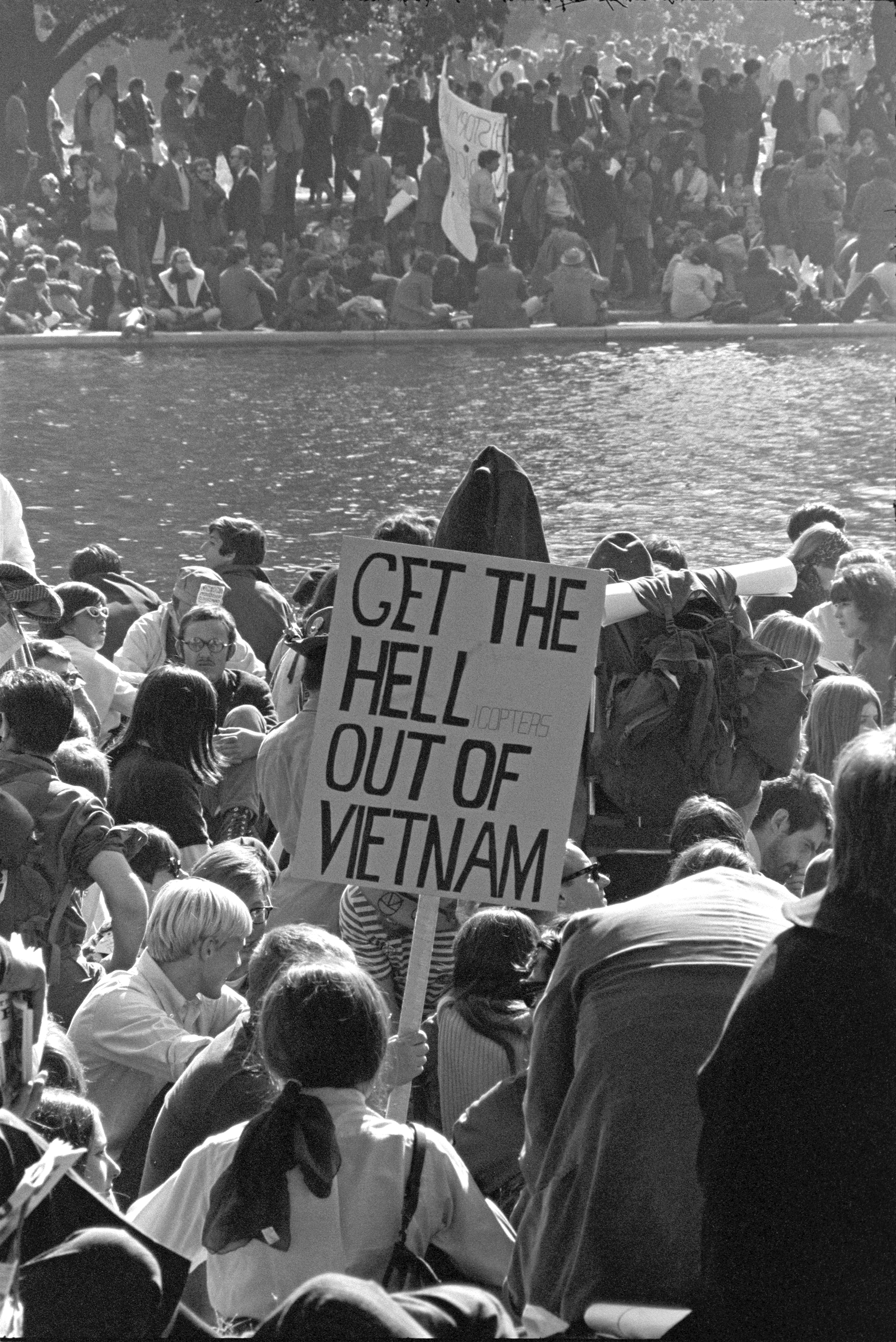
Protestantes en contra de la guerra de Vietnam frente al Pentágono, 1967

Sus cartas al presidente fueron su primer acto político importante de protesta, pero no sería el último. Desde mediados hasta finales de la década del 60, Lowell se opuso activamente a la guerra de Vietnam. En respuesta a los ataques aéreos de los Estados Unidos a Vietnam en 1965, Lowell rechazó a través de una carta que más tarde publicaría en el New York Times una invitación al Festival de las Artes de la Casa Blanca enviada por el presidente Lyndon Johnson, declarando que "Peligramos convertirnos imperceptiblemente en una nación explosiva y súbitamente chovinista, e incluso adentrarnos en el camino hacia la ruina nuclear definitiva." Ian Hamilton destaca que "a través de todo ese tiempo [1967], se le pidió [a Lowell] que fuera un vocero y firmante de la petición [en contra de la guerra]. Se encontraba vehementemente en contra de la guerra, pero indeciso con respecto a ser identificado demasiado de cerca con el 'movimiento pacifista': en él veía muchas visiones de los 'peaceniks' que no compartía, y no estaba en su naturaleza unirse a movimientos que no deseaba liderar." Sin embargo, participó en la Marcha frente al Pentágono de octubre de 1967 en Washington D. C. en contra de la guerra, siendo uno de los voceros del evento. Norman Mailer, también vocero en la marcha, presentó a Lowell ante la multitud de protestantes. Mailer describió al movimiento pacifista y sus impresiones de Lowell de ese día en las primeras secciones de su "novela de no-ficción"  Los Ejércitos de la Noche. Lowell también firmó el manifiesto antiguerra "Un llamado a resistir la autoridad ilegítima", hecho circular por los miembros del colectivo intelectual radical RESIST.
En 1968, Lowell respaldo públicamente al senador de Minnesota Eugene McCarthy en su campaña por la nominación demócrata a presidente en una primaria a tres bandas contra Robert F. Kennedy y Hubert Humphrey.Habló en numerosas recaudaciones de fondos para McCarthy en Nueva York ese año, pero "[su] corazón se salió de la competencia" tras el asesinato de Robert Kennedy.

### Trabajo como profesor
Lowell impartió clases en el reputado Taller Literario de Iowa en la Universidad de Iowa entre 1950 y 1953, donde también daban clases Paul Engle y Robie Macauley. Más tarde, Donald James Winslow contrató a Lowell para que diera clases en la Universidad de Boston, donde tuvo entre sus alumnos a Sylvia Plath y Anne Sexton. Con el pasar de los años, impartió clases en varias otras universidades, incluyendo la Universidad de Cincinnati, la Yale University, Harvard University y la Nueva Escuela para Investigaciones Sociales. Varios poetas, críticos y académicos, entre los que se cuenta Kathleen Spivack, James Atlas, Helen Vendler y Dudley Young han escrito ensayos sobre el estilo de enseñanza de Lowell y/o sobre su influencia en sus vidas. Spivack publicó un libro en 2012, With Robert Lowell and His Circle, acerca de su experiencia al estudiar con Lowell en la Universidad de Boston en 1959. Entre 1963 y 1970, Lowell alternaba entre su casa de la Ciudad de Nueva York y Boston para dar clases en Harvard.
La académica Helen Vendler asistió a una de los cursos de poesía de Lowell y escribió que una de las mejores características del estilo de enseñanza informal de Lowell era que hablaba de los poetas estudiados en clase como si "los poetas fueran amigos o allegados". Hamilton citó a estudiantes que declararon que Lowell "enseñaba 'casi con falsedad', 'convertía cada poeta en una versión de sí mismo', y 'contaba historias [sobre la vida de los poetas] como si fueran las noticias más recientes'".

## Trayectoria
Estudió en la Universidad de Harvard y fue transferido al Colegio Kenyon en Gambier, Ohio, donde se graduó, para estudiar bajo el gran crítico estadounidense John Crowe Ransom.
Empezó a publicar en 1944, con Land of Unlikeness. Destaca por Life Studies, de 1959, For the Union Dead, de 1964, o Near the Ocean, de 1967. Es considerado uno de los poetas más significativos de Estados Unidos en la segunda mitad del siglo XX.
Ejerció gran influencia en la poesía de las décadas de 1950 y 1960, especialmente en Anne Sexton y Sylvia Plath. Fue amigo de Elizabeth Bishop y de la novelista y crítica Mary McCarthy, con quien compartió varias causas civiles en los cincuenta.
El final de su vida fue muy doloroso. El alcohol dañó sus energías, y fue hospitalizado numerosas veces por sus trastornos mentales.
Lowell está enterrado en el cementerio Stark, Centro Durbarton, Nueva Hampshire.

## Traducciones al español
- Día a día / Day by Day. Traductor: Luis Javier Moreno. Madrid: Losada, 2003.
- Poesía completa. Dos volúmenes. Edición de Andrés Catalán. Vaso Roto, 2017.